# Cantharellus pseudofriesii
Cantharellus pseudofriesii är en svampart som beskrevs av Heinem. 1958. Cantharellus pseudofriesii ingår i släktet Cantharellus och familjen kantareller.   Inga underarter finns listade i Catalogue of Life.